# 級聯稅
級聯稅是（cascade tax或cascading tax）一種營業稅或流轉稅（turnover tax），在供應鏈中的每一個階段均適用，並且不會扣減所有在早期階段已徵收的稅款。這種稅收方式被指為產業的垂直整合提供了人工誘因，從而令稅收環境扭曲。因此，這種稅收現時被認為已過時，而在歐洲已被增值稅所取代。